# Athletes of the Saddle
Athletes of the Saddle ist ein US-amerikanischer Kurzfilm von Jack Eaton aus dem Jahr 1952, der für einen Oscar nominiert war.

## Inhalt
Der Film erzählt davon, wie in Mexiko-Stadt Reiter mit ihren Pferden fürs Springreiten trainieren und wie leicht neue Pferde an den Anforderungen zerbrechen können, wenn man ihnen nicht die Zeit gibt, die sie brauchen. Zu bewältigen sind auch aufgebaute Hindernisparcours, und Vielseitigkeitsreiter werden im allgemeinen Reitsport unterrichtet und ausgebildet an der Escuela de Equitacion, die unter der Leitung von Humberto Mariles steht. Mariles war 1948 der erste Olympiasieger Mexikos im Springreiten, der sowohl im Einzel als auch mit der Mannschaft gewann.   

## Produktion
Der von Paramount Pictures produzierte Film gehört zur Serie Grantland Rice Sportlight. Mitproduzent des Films war Rod Warren. Der Film wurde in den USA erstmals am 1. August 1952 veröffentlicht.

## Auszeichnung
Jack Eaton war auf der Oscarverleihung 1953 mit seinem Film in der Kategorie „Bester Kurzfilm“ (1 Filmrolle) für einen Oscar nominiert, der jedoch an Boris Vermont und den Film Light in the Window ging, der sich mit dem Leben und Wirken des Malers Jan Vermeer beschäftigt.